# Gölebogöl (Gårdveda socken, Småland)
Gölebogöl är en sjö i Hultsfreds kommun i Småland och ingår i Emåns huvudavrinningsområde.